# Charops nigritus
Charops nigritus är en stekelart som beskrevs av Gupta och Maheshwary 1971. Charops nigritus ingår i släktet Charops och familjen brokparasitsteklar. Inga underarter finns listade i Catalogue of Life.